# Седранкі
Седранкі (пол. Sedranki, нім. Seedranken) — село в Польщі, у гміні Олецько Олецького повіту Вармінсько-Мазурського воєводства.
Населення — 374 особи (2011).
У 1975-1998 роках село належало до Сувальського воєводства.

## Демографія
Демографічна структура станом на 31 березня 2011 року:
|          | Загалом | Допрацездатний вік | Працездатний вік | Постпрацездатний вік |
| -------- | ------- | ------------------ | ---------------- | -------------------- |
| Чоловіки | 190     | 50                 | 129              | 11                   |
| Жінки    | 184     | 43                 | 105              | 36                   |
| Разом    | 374     | 93                 | 234              | 47                   |